# Oporinia melana
Oporinia melana là một loài bướm đêm trong họ Geometridae.